# Кубок Словенії з футболу 2001—2002
Кубок Словенії з футболу 2001–2002 — 11-й розіграш кубкового футбольного турніру в Словенії. Титул вдруге поспіль здобула Гориця.

## Календар
| Раунд       | Дата                     | Матчі | Клуби   |
| ----------- | ------------------------ | ----- | ------- |
| 1/16 фіналу | 14 липня - 5 серпня 2001 | 16    | 32 → 16 |
| 1/8 фіналу  | 19 вересня 2001          | 8     | 16 → 8  |
| 1/4 фіналу  | 10/24 жовтня 2001        | 8     | 8 → 4   |
| 1/2 фіналу  | 20 березня/3 квітня 2002 | 4     | 4 → 2   |
| Фінал       | 1/8 травня 2002          | 2     | 2 → 1   |

## 1/16 фіналу
| Команда 1                   | Рахунок      | Команда 2        |
| --------------------------- | ------------ | ---------------- |
| 14 липня 2001               |              |                  |
| Копер                       | 3:0          | Триглав          |
| Брда                        | 0:9          | Марибор          |
| 15 липня 2001               |              |                  |
| Палома                      | 0:4          | Рудар (Веленє)   |
| Ера (Шмартно)               | 1:1 пен. 6:5 | Примор'є         |
| Елан (Ново Место)           | 0:8          | Мура             |
| Превалє                     | 1:1 пен. 3:4 | Домжале          |
| Белтинці                    | 1:5          | Гориця           |
| 18 липня 2001               |              |                  |
| Олімпія (Любляна)           | 2:4          | Публікум (Цельє) |
| 5 серпня 2001               |              |                  |
| Рогоза                      | -:+          | Анкаран Хрватіні |
| Баковці                     | 1:2          | Шмарє-при-Єлшах  |
| Одранці                     | 4:3          | Колпа            |
| Нафта                       | 1:2 дч       | Шенчур           |
| Віатор-енд-Вектор (Любляна) | 2:1          | Толмин           |
| Холермуос (Ормож)           | 0:8          | Алюміній         |
| Табор (Сежана)              | 2:5          | Дравоград        |
| Желєзнічар (Марибор)        | 5:1          | Ядран Декані     |

## 1/8 фіналу
| Команда 1            | Рахунок      | Команда 2                   |
| -------------------- | ------------ | --------------------------- |
| 19 вересня 2001      |              |                             |
| Анкаран Хрватіні     | 0:3          | Одранці                     |
| Желєзнічар (Марибор) | 1:0          | Копер                       |
| Домжале              | 0:2          | Ера (Шмартно)               |
| Дравоград            | 0:1          | Віатор-енд-Вектор (Любляна) |
| Шмарє-при-Єлшах      | 0:6          | Марибор                     |
| Алюміній             | 2:1 дч       | Мура                        |
| Шенчур               | 0:1          | Гориця                      |
| Публікум (Цельє)     | 1:1 пен. 1:3 | Рудар (Веленє)              |

## 1/4 фіналу
| Команда 1         | Заг. | Команда 2                   | 1-й матч | 2-й матч |
| ----------------- | ---- | --------------------------- | -------- | -------- |
| 10/24 жовтня 2001 |      |                             |          |          |
| Алюміній          | 7:2  | Желєзнічар (Марибор)        | 4:0      | 3:2      |
| Одранці           | 1:10 | Гориця                      | 0:5      | 1:5      |
| Марибор           | 5:3  | Віатор-енд-Вектор (Любляна) | 2:1      | 3:2      |
| Рудар (Веленє)    | 1:2  | Ера (Шмартно)               | 0:1      | 1:1      |

## 1/2 фіналу
| Команда 1                | Заг.    | Команда 2     | 1-й матч | 2-й матч |
| ------------------------ | ------- | ------------- | -------- | -------- |
| 20 березня/3 квітня 2002 |         |               |          |          |
| Алюміній                 | 2:2 (ч) | Ера (Шмартно) | 1:0      | 1:2      |
| Марибор                  | 2:3     | Гориця        | 1:0      | 1:3      |

## Фінал
| Команда 1       | Заг. | Команда 2 | 1-й матч | 2-й матч |
| --------------- | ---- | --------- | -------- | -------- |
| 1/8 травня 2002 |      |           |          |          |
| Гориця          | 6:1  | Алюміній  | 4:0      | 2:1      |

## Перший матч
| 1 травня 2002 |

| Гориця                             | 4:0      | Алюміній |
| ---------------------------------- | -------- | -------- |
| Кршич 5' Пуш 26', 60' Сребрнич 88' | Протокол |          |

| Нова Гориця Спортс Парк, Нова Гориця Глядачів: 700 Арбітр: Дамір Скоміна |

## Повторний матч
| 8 травня 2002 |

| Алюміній | 1:2      | Гориця                     |
| -------- | -------- | -------------------------- |
| Чех 54'  | Протокол | Екмечич 61' Кременович 90' |

| Алюміній Спортс Парк, Кидричево Глядачів: 1 200 Арбітр: Драго Кос |